# Voitto Viro
Voitto Eino Ilmari Viro, född 3 februari 1914 i Kankaanpää, död 23 juni 1999 i Esbo, var en finländsk kyrkoherde och författare.
Viro blev teologie kandidat 1965. Han tjänstgjorde 1938–1957 vid olika församlingar i södra Finland och var 1957–1977 kyrkoherde i Drumsö finska församling. Han gjorde sig känd bland annat för sitt engagemang för nykterheten och för sitt intresse för parapsykologi. Han publicerade ett stort antal kristna uppbyggelseböcker, memoarer och reseskildringar. Han gav även ut en uppskattad guidebok som behandlade begravningsplatsen på Sandudd i Helsingfors, Vanha hautausmaa: Helsingin Hietaniemen hautausmaan opas (1977, andra reviderade upplagan 1993).